# 大马头乡
大马头乡是中华人民共和国江西省抚州市乐安县下辖的一个乡。

## 行政区划
大马头乡下辖以下村级行政区划单位：
召尾村。